# Стена (фильм, 2017)
«Стена» (англ. The Wall) — художественный фильм режиссёра Дага Лаймана, повествующий о снайперской паре в последние дни войны в Ираке.

## Сюжет
Действие картины разворачивается в 2007 году. Инженеры-экспаты и их охрана на одной из строительных площадок в пустыне были атакованы и запросили о помощи. Частная охранная компания выслала эвакуационный конвой и переслала рапорт в штаб коалиционных войск. Военные в свою очередь направили туда же снайперскую пару. Штаб-сержант Шейн Мэтьюс и сержант Ален Айзек скрытно выдвинулись на наблюдательную позицию, но обнаружили только трупы. Пролежав в засаде более 20 часов, они не замечают никакого движения. Мэтьюс не верит, что вражеский снайпер всё ещё на позиции и, несмотря на возражения Айзека, идёт разведать обстановку. Подойдя к расстрелянной группе рабочих, штабс-сержант понимает, что поспешил с выводами, и тут же получает пулю в живот. Айзек бросается на помощь товарищу и, «качая маятник», бежит, чтобы оказать помощь раненному. Мэтьюса оттащить не удаётся, и сержант бросается в близлежащее укрытие — почти полностью разрушенную стену, но промедление оборачивается ранением Айзека.
Оказавшись в безопасности, сержант разбирает часть стены и пытается найти снайпера, но безуспешно. Наскоро перебинтовав себе ногу, Айзек пытается связаться со штабом, но антенна рации оказывается перебита выстрелом, и слышатся лишь помехи. Спустя некоторое время рация «оживает», и сержант слышит, как штаб ищет героев. Айзек понимает, что рация без антенны может принимать только сигналы в непосредственной близости от передатчика, из чего делает вывод, что поисковый отряд где-то рядом. Голос из рации просит назвать его позывные, но сержант сомневается в правдивости происходящего и просит радиста подтвердить своё задание. Радист передаёт всё задание в точности, но произнесённое из рации слово «сержант» и неясные приказы, противоречащие здравому смыслу, смущают Айзека и он просит повторить. После повторного произношения до него доходит, что «радист» говорит с акцентом, и на самом деле это снайпер поймал частоту военных. Оказавшись в западне, сержант пытается рассчитать время, прошедшее с момента выстрела до попадания, но безуспешно. Тем временем иракский боевик пытается всячески разговорить Айзека, о его семье, друзьях, его доме, причём военные тайны араба не волнуют, его интересуют личные переживания американца, его воспоминания и истории из жизни. Сначала сержант с большой неохотой поддерживает разговор, что иракцу даже приходится пригрозить убийством штабс-сержанта, но потом уже сам изливает душу. По звукам в микрофоне, Айзеку удаётся локализовать положение стрелка, это оказалась куча крупногабаритного мусора неподалёку от стены.
Чуть позднее Мэтьюс приходит в сознание и под прикрытием песочной бури пытается по наводке напарника убить вражеского снайпера. Но араб, будучи в более выгодном положении, с лёгкостью устраняет штаб-сержанта выстрелом в голову. Ситуация осложняется ещё и нехваткой воды у Айзека, что вынуждает его предпринять опасную вылазку к трупам охранников за водой и припасами. И хотя иракский снайпер видит американца и может его убить, он этого не делает.
Спустя некоторое время сержанту удаётся приладить антенну с рации охранников к своей и поймать сигнал с базы. К своему удивлению, он слышит, как снайпер отвечает на запросы штаба фразами Айзека, которые, по-видимому, иракец записал из разговора с американцем. И тут сержант понимает, что этот трюк араб проделывал уже много раз, и все вызовы подмоги исходили от него. После прибытия очередной группы людей иракский стрелок просто планомерно устранял всех бойцов и вызывал новых.
Осознав, что надо устранить снайпера до прихода вертолётов, Айзек ломает стену и производит несколько выстрелов в сторону предполагаемого расположения снайпера. После этого противник затих. Тут уже поспевает эвакуация, Айзека и труп штаб-сержанта забирают вертолёты, всё это время сержант бормочет про «снайпера в мусоре», но медики, приняв это за бред раненного, не придают этому значения. Далее зрителю показывают взлетающие вертолёты через прицел с позиции иракского снайпера. Затем следует несколько точных выстрелов и вертолёты падают. После этого по радио слышен новый запрос о подкреплении. О дальнейшей судьбе сержанта Айзека можно только догадаться.

## В ролях
- Джон Сина — штаб-сержант Шейн Мэтьюс
- Аарон Тейлор-Джонсон — сержант Ален Айзек
- Лэйт Накли (озвучка) — Джуба

## Прокат
Первоначально выход картины был запланирован на 10 марта 2017 г., но Roadside Attractions перенесло дату релиза на 12 мая.

### Реакция критиков
На агрегаторе рецензий Rotten Tomatoes фильм имеет рейтинг 67 % на основе 109 обзоров. На Metacritic фильм имеет оценку 57 баллов из 100 возможных на основе 26 рецензий.